# Vũ Kiệt
Vũ Kiệt (chữ Hán: 武傑,1452 - ?), người xã Yên Việt, huyện Siêu Loại, Kinh Bắc (nay là thôn Cửu Yên thuộc xã Ngũ Thái, thị xã Thuận Thành, tỉnh Bắc Ninh), đỗ đầu đệ nhất giáp tiến sĩ cập đệ (Trạng nguyên) khoa tháng tư, Nhâm Thìn, Hồng Đức năm thứ 3 (1472), đời Lê Thánh Tông cùng Nguyễn Toàn An, Vương Khắc Thuật đỗ đệ nhất giáp tiến sĩ cập đệ; bọn Vũ Đức Khang 7 người đỗ đệ nhị giáp tiến sĩ xuất thân; bọn Chử Phong 16 người đỗ đệ tam giáp đồng tiến sĩ xuất thân. Do ngôi làng quê ông có tên Nôm là làng Vít nên dân gian quen gọi Vũ Kiệt là Trạng Vít (Trạng làng Vít).
Khoa thi này cũng là khoa đầu tiên định lệ tư cánh của tiến sĩ: 
1. Đệ nhất giáp, người đỗ thứ nhất cho chánh lục phẩm, 8 tư; người đỗ thứ nhì cho tòng lục phẩm, 7 tư; người đỗ thứ ba cho chánh thất phẩm, 6 tư, đều được ban chữ "Tiến sĩ cập đệ".
2. Đệ nhị giáp, cho tòng thất phẩm 5 tư; được ban chữ "Tiến sĩ xuất thân".
3. Đệ tam giáp cho chánh bát phẩm, 5 tư; được ban chữ "Đồng tiến sĩ xuất thân".

Nếu vào Hàn lâm viện thì được gia 1 cấp; nếu bổ làm Giám sát ngự sử hay Tri huyện thì giữ nguyên phẩm cũ mà bổ.
Vũ Kiệt làm quan tới Hàn lâm viện thị thư, Tả thị lang kiêm Đông các hiệu thư.
Hiện nay, 4 thôn được được gọi là Vít gồm: Vít Cửu Yên hay Vít Ngoại(thôn Cửu Yên); Vít Bùi(Bùi Xá); Vít Cờ(Tứ Cờ) 3 thôn này thuộc xã Ngũ Thái và Vít Nội (thôn Yên Nhuế nay thuộc xã Nguyệt Đức). Tương truyền Trạng nguyên Vũ Kiệt có bốn người con, Trạng Vũ Kiệt ở cùng người con trai út tại làng Vít Nội và hiện nay đình làng Vít Nội thờ thần hoàng làng là Trạng Vũ Kiệt. Hiện 4 thôn, khi mở hội đình làng đều mời nhau tham dự biểu thị cho tình cảm anh em. Việc xác định Trạng Vũ Kiệt sinh tại làng Cửu Yên còn ý kiến khác nhau.